# 安西ケイト
安西ケイト（あんざい ケイト、1990年2月20日  - ）は、日本のグラビアアイドル。マークスジャパンに所属した。
趣味は、バスケットボール。

## 略歴
- 2008年に『欧乳Gの衝撃』（2008年5月8日、ソフトオンデマンド/C＆H）でDVDデビューを果たした。

## 作品

### イメージビデオ

#### 2008年
- 『欧乳Gの衝撃』（2008年5月8日、ソフトオンデマンド/C＆H）
- 『お蔵入り寸前！』（2008年6月27日、オルスタックピクチャーズ）
- 『淑女・全開/安西ケイト』（2008年9月26日、メディアフォース）
- 『淑女・全開/安西ケイト2』（2008年12月19日 、メディアフォース）

#### 2009年
- 『MAIN COLOR 安西ケイト』（2009年9月25日、MAIN COLOR）

#### 2010年
- 『MUGEN 美的妄想シャングリラ』（2010年3月26日、MUGEN）

### WEB
- お姉さん★セクシークラブにて水着グラビア配信中

### 写真集
- 躍動感のあるヌードポーズ（裸婦デッサンポーズ集、グラフィック社）